# Tauberbischofsheim
Tauberbischofsheim is een plaats in de Duitse deelstaat Baden-Württemberg. Het is de Kreisstadt van het Main-Tauber-Kreis. De stad telt 13.234 inwoners.

## Geografie
Tauberbischofsheim heeft een oppervlakte van 69,31 km² en ligt in het zuidwesten van Duitsland.

## Geschiedenis
De stad wordt in 836 onder de naam, 'Biscofesheim', voor het eerst genoemd in een levensgeschiedenis van de Heilige Lioba. De naam ('woonplaats van de bisschop') duidt op de familierelatie van Lioba met Bonifatius. Zij was in de entourage van Bonifatius vanuit Engeland als missiezuster meegekomen naar de Duitse gebieden, waar zij zich in 735 in het latere 'Tauberbischofsheim' vestigde als abdis van het plaatselijke vrouwenklooster. Om de stad van andere plaatsen, waar een bisschop zetelde, te onderscheiden werd later de naam van de rivier de Tauber aan de naam van de stad toegevoegd.

## Sport
Tauberbischofsheim staat bekend om zijn schermers, die de laatste decennia verschillende Olympische medailles en wereldkampioenschappen hebben behaald. Een van de meest bekende is Thomas Bach, nu een lid van het IOC. Andere bekende schermers uit de stad zijn Mathias Behr, Alexander Pusch en Anja Fichtel. De meesten werden getraind door de in 2006 overleden Emil Beck, die lange tijd bondscoach van het Duitse schermteam was.

## Geboren
- Anja Fichtel (17 augustus 1968), schermster

Ahorn ·
Assamstadt ·
Bad Mergentheim ·
Boxberg ·
Creglingen ·
Freudenberg ·
Großrinderfeld ·
Grünsfeld ·
Igersheim ·
Königheim ·
Külsheim ·
Lauda-Königshofen ·
Niederstetten ·
Tauberbischofsheim ·
Weikersheim ·
Werbach ·
Wertheim ·
Wittighausen